# GlobeNewswire
GlobeNewswire fournit des services de distribution de communiqués de presse dans le monde, principalement en Amérique du Nord et en Europe,.
GlobeNewswire était une filiale du Nasdaq de septembre 2006 à avril 2018, date à laquelle Intrado, anciennement West Corporation, a racheté au Nasdaq les activités de solutions de relations publiques et de services de médias numériques, dont GlobeNewswire.
Auparavant connue sous le nom de PrimeNewswire, la société a changé de nom en 2008 pour devenir GlobeNewswire afin de donner un aspect plus international, 25 salariés travaillant à l'international pour l'entreprise.

## Opérations
Selon son site Web, la société exploite l'un de réseaux de distribution de fils de presse au monde, spécialisé dans la diffusion de communiqués de presse d'entreprise, de divulgations financières et de contenu multimédia aux médias, à la communauté des investisseurs, aux investisseurs individuels et au grand public.
En juin 2018, GlobeNewswire a introduit les « Media Snippets », qui permettent aux organisations publiant des communiqués de presse d'intégrer un carrousel d'images, d'audio, de vidéo et de streaming en direct dans leurs communiqués de presse et leurs pages web pour raconter une histoire de marque.
En 2012, GlobeNewswire a lancé son lecteur de médias en continu, qui permet aux utilisateurs d'alterner entre les vidéos et les diapositives tout en surveillant d'autres sources d'information.